# Pingba, Chongqing
Pingba (kinesiska: 坪坝)  är en köping i sydvästra Kina. Den ligger i Chengkou härad i storstadsområdet Chongqing, omkring 330 kilometer nordost om det centrala stadsdistriktet Yuzhong. Antalet invånare är 10 342. Befolkningen består av 5 131 kvinnor och 5 211 män. Barn under 15 år utgör 26,0 %, vuxna 15-64 år 65 %, och äldre över 65 år 8,0 %.